# Ордець Іван Миколайович
Іва́н Микола́йович Орде́ць (за паспортом Іван Миколаєвич Ордець; нар. 8 липня 1992, с. Ближнє, Волноваський район, Донецька область, Україна) — український футболіст, захисник московського «Динамо»; грає в оренді за німецький «Бохум». Колишній гравець збірної України.

## Клубна кар'єра

### Шахтар
Вихованець донецького «Шахтаря», в школі якого перебував з 2005 року.
На початку 2009 року підписав перший професійний контракт з «гірниками» і відразу був заявлений за «Шахтар-3», що виступав у Другій лізі, де і виступав до кінця року. З початку 2010 року був у заявці основної команди, проте виступав виключно в молодіжні першості.
На початку 2011 року був відданий в оренду в «Іллічівець», проте до основного складу пробитись і там не зумів. Повернувшись влітку в Донецьк, футболіст продовжив виступи за молодіжну команду.
15 січня 2013 року вдруге був відданий в оренду в «Іллічівець», де цього разу зумів закріпитись і стати основним центральним захисником команди.
2015 року став гравцем основи «Шахтаря», проте в 2018 році перестав потрапляти до складу «гірників», провівши в сезоні 2018/19 всього два матчі в усіх турнірах.
У червні 2019 року перейшов до московського «Динамо». В листопаді 2021 року пролонгував контракт з російським клубом: нова угода діятиме до кінця сезону 2023/24 з можливістю продовження ще на один рік. Після початку повномасштабного вторгнення Росії в Україну Ордець не зіграв за московський клуб жодного матчу, проте залишався в Росії та наприкінці травня 2022 року відвідав святковий корпоратив російської команди з нагоди завершення сезону 2021/22.
Влітку 2022 року на правах річної оренди перейшов до німецького «Бохуму».

## Збірна України
З 2007 року залучався до збірних України усіх вікових категорій. Загалом провів за юнацькі збірні України 45 матчів, забив 2 голи. Учасник відбіркового турніру Євро-2009 (U-17) та відбіркового турніру Євро-2011 (U-19).
В молодіжній збірній України зіграв 15 матчів. Учасник відбіркового турніру Євро-2015 (U-21).
22 травня 2014 року дебютував у збірній України. У першому ж матчі — з командою Нігеру (перемога України — 2:1) — забив єдиний гол у складі національної збірної.

## Командні досягнення
- Чемпіон України серед молоді (2012, U-21)
- Срібний призер чемпіонату України серед молоді (2010, U-21)
- Срібний призер чемпіонату України серед юнаків (2007, U-15)
- Бронзовий призер чемпіонату України серед юнаків (2006, U-14; 2008, U-16; 2009, U-17)

«Шахтар»
- Чемпіон України: 2016/17
- Володар кубка України: 2015/16, 2016/17
- Володар Суперкубка України: 2014, 2015

## Особисті досягнення
Переможець конкурсу Золотий талант України у категорії Under 21 (2013).

## Факти
- В дитинстві кумиром Івана був Алессандро Неста, а після того, як він завершив кар'єру, — Джон Террі[11].